# Дамян Попов
 Тази статия е за просветния деец.  За революционера вижте Даме Попов.  
Дамян Попов е български революционер и просветен деец.

## Биография
Дамян Попов е роден в Пазарджик, тогава в Османската империя, днес България. Завършва класното училище „Св. св. Кирил и Методий“ в Пловдив при Йоаким Груев. Започва работа като учител и взима активно участие в развитието на новобългарската просвета в Разлога. Преподава на български език в Якоруда (1870 - 1871), Белотинци (1871 - 1873), Мехомия (1873 - 1876) и Баня, Банско и Якоруда (до 1878). Попов въвежда взаимоучителния метод. Участва в подготовката на Разловското въстание, заради което по настояване на местните чорбаджии е принуден да напусне града.